# SummerSlam 2005
SummerSlam (2005) was een profesisoneel worstel-pay-per-view (PPV) evenement dat georganiseerd werd door WWE voor hun Raw en SmackDown! brands. Het was 18e editie van SummerSlam en vond plaats op 21 augustus 2005 in het MCI Denter in Washington D.C..

## Matches
| Nr. | Match                                                      | Winnaar(s)        | Opmerkingen                                                                        | Bron  |
| --- | ---------------------------------------------------------- | ----------------- | ---------------------------------------------------------------------------------- | ----- |
| 1H  | Chris Masters vs. The Hurricane (MET Rosey en Super Stacy) | Chris Masters     | Eén-op-één match. Masters won door submission. Vooraf opgenomen op Heat.           | [ 1 ] |
| 2   | Chris Benoit vs. Orlando Jordan (c)                        | Chris Benoit (nc) | Eén-op-één match voor het WWE U.S. Championship. Benoit won door submission.       | [ 2 ] |
| 3   | Edge (met Lita) vs. Matt Hardy                             | Edge              | Eén-op-één match. Edge won door K.O.                                               | [ 2 ] |
| 4   | Rey Mysterio vs. Eddie Guerrero                            | Rey Mysterio      | Ladder match voor custody of Dominik.                                              | [ 2 ] |
| 5   | Kurt Angle vs. Eugene (met Christy Hemme)                  | Kurt Angle        | Eén-op-één match voor Kurt Angle's Olympische medaille. Angle won door submission. | [ 2 ] |
| 6   | Randy Orton vs. The Undertaker                             | Randy Orton       | Eén-op-één match.                                                                  | [ 2 ] |
| 7   | John Cena (c) vs. Chris Jericho                            | John Cena         | Eén-op-één match voor het WWE Championship.                                        | [ 2 ] |
| 8   | Batista (c) vs. John "Bradshaw" Layfield                   | Batista           | No Holds Barred match voor het World Heavyweight Championship.                     | [ 2 ] |
| 9   | Hulk Hogan vs. Shawn Michaels                              | Hulk Hogan        | Eén-op-één match.                                                                  | [ 2 ] |